# Joaquín Montañés
Joaquín „Jo“ Montañés (* 15. August 1953 in Talavera de la Reina, Spanien) ist ein ehemaliger spanisch-deutscher Fußballspieler.

## Laufbahn
Als Kind kam Montañés mit seinen Eltern nach Deutschland, wo er zunächst in der Jugend für die Eschweiler SG und den Stolberger SV spielte. Von 1972 bis 1974 spielte er 63 Mal für Alemannia Aachen in der Regionalliga West. Nachdem 1974 die 2. Bundesliga eingeführt worden war, bestritt der Abwehrspieler in dieser Liga bis 1989 insgesamt 479 Spiele für die Aachener. Er war damit bis zum 27. Oktober 2004, als er von Willi Landgraf (ebenfalls Alemannia Aachen) überholt wurde, der Spieler mit den meisten Einsätzen in der zweiten Fußball-Bundesliga. Er hat allerdings mehr Spielminuten als Landgraf in der 2. Bundesliga bestritten, womit er nach wie vor der Spieler mit der längsten Spielzeit in der Geschichte der Liga ist. Mit insgesamt 542 Ligaspielen für die Alemannia ist Montañés zudem Rekordspieler des Aachener Traditionsvereins und einer der Spieler mit den meisten Einsätzen im deutschen Profifußball für denselben Verein.